# Union des démocrates chrétiens fédéralistes
L'Union des Démocrates Chrétiens Fédéralistes (U.DE.C.F) est un parti politique de la République démocratique du Congo. Pierre Pay-Pay wa Syakasighe est l'actuel président national du parti.

## Histoire
L'Union des Démocrates Chrétiens Fédéralistes (U.DE.C.F) est un parti politique congolais fondé le 1er octobre 2008 par Pierre Pay-Pay selon les idéologies de démocratie chrétienne et de fédéralisme. Il est agréé par l'arrêté ministériel no 52 du 1er octobre 2008. Dès sa création, l'U.DE.C.F se positionne comme parti d'opposition au régime de Joseph Kabila avec l'ambition de gouverner autrement en vue d'un Congo meilleur et prospère.

### Structures associées
L'U.DE.C.F est membre du regroupement politique "Alternance pour la République" (AR).
Cette plateforme est créée en 2016 afin de promouvoir l’alternance démocratique au sommet de l’État et le respect de la constitution avec l’organisation des élections dans les délais constitutionnels. Elle désigne Moise Katumbi comme son candidat à l'élection présidentielle initialement prévue en novembre 2016.
Celui-ci n'étant pas parvenu a déposé sa candidature, le parti soutient la candidature de Martin Fayulu après sa désignation comme candidat de la coalition lamuka le 11 novembre 2018.

## Idéologie du parti
L'U.DE.C.F est un parti démocrate-chrétien et fédéraliste.
La démocratie chrétienne vise à encourager les valeurs du christianisme telles que le respect, l’intégrité et la fraternité dans une société démocratique et pluraliste. L’être humain est placé au centre des préoccupations des démocrates-chrétiens[réf. nécessaire].
Le fédéralisme est un mode d’organisation qui prône une autonomie et une répartition des compétences étatiques entre un organisme central, dit fédéral et des collectivités politiques autonomes nommées entités fédérées.